# Carlos da Saxónia, Duque da Curlândia
Carlos Cristiano José da Saxónia (13 de Julho de 1733 - 16 de Junho de 1796) foi um príncipe alemão da Casa de Wettin e Duque da Curlândia. Nascido em Dresden, era o quinto filho do rei Augusto III da Polônia, que tinha sido anteriormente príncipe-eleitor da Saxónia, e da arquiduquesa Maria Josefa da Áustria.

## Vida

### Motivos da sua eleição como duque da Curlândia
Devido às suas extravagâncias e governo autocrático, o duque da Curlândia e regente do czar da Rússia, Ivan VI, Ernesto João de Biron, era odiado pela autocracia russa e foi retirado da sua posição e, com o consentimento da mãe do czar, Ana Leopoldovna, foi preso. Ana Leopoldovna tentou em vão tornar-se uma regente popular e o seu primeiro-ministro, Burkhard Christoph von Munnich, que tinha organizado uma conspiração contra Biron, foi dispensado devido às diferenças políticas e pessoais que existiam entre ambos. Depois, um golpe em torno da grã-duquesa Isabel Petrovna contra a regente teve mais sucesso: em 1741, Ana Leopoldovna, o seu filho e o resto da família foram enviados para o exílio em Riga.
Quando chegou ao poder, Isabel perdoou a Biron, mas temia-se que este regressasse ao poder que detinha anteriormente, por isso a czarina recusou-se a dar-lhe as suas antigas posições e o ducado da Curlândia. Para ocupar o lugar deixado vago, os cavaleiros locais, sob pressão da Saxónia e da Polónia, escolheram o filho favorito do rei da Polónia, Carlos Cristiano, em 1758, como novo duque. O jovem príncipe viajou até São Petersburgo onde chegou a acordo com a imperatriz.

### Duque da Curlândia e Semigália
Grande parte dos aristocratas evangélicos da Curlândia tinha dúvidas em relação a Carlos, principalmente por temerem que um duque católico fosse aumentar a influência da Polónia e dos católicos no território. Assim, tentaram limitar o poder de Carlos através de um contrato de cedência eleitoral. No entanto, antes de estas negociações se iniciarem, o seu pai nomeou-o duque a 10 de Novembro de 1758 e investiu-o formalmente a 8 de 1759. Carlos entrou solenemente na capital do seu ducado, Mitau, a 29 de Março de 1759. Depois do Diet da Curlândia (Landtag) e as Cortes se reunirem, ambos perderam a esperança de conseguir fazer Carlos nomear um estadista, no entanto continuaram a favorecê-lo. No entanto, houve muitos aristocratas que se recusaram a prestar homenagem ao duque no dia da sua nomeação oficial a 3 de Novembro de 1759, preferindo manifestar-se em Varsóvia e São Petersburgo.
O duque era um bon vivant e vivia no esplêndido Schloss Mitau. Entretinha a aristocracia com festas e caçadas com as quais conseguiu aumentar o seu número de apoiantes. Também para aumentar a sua popularidade, Carlos foi nomeado para liderar a Maçonaria na Polónia e associou-se a vários aristocratas que pertenciam a esta sociedade secreta para obter acordos. Contudo, deixou a política interna nas mãos do Landhofmeister Otto Christoph von der Howen.

### Abdicação e últimos anos
Quando, em Julho de 1762, a czarina Catarina, a Grande, que nunca tinha gostado do duque Carlos devido à falta de interesse que demonstrava pelo seu cargo, ocupou o trono da Rússia, deu permissão ao destituído Biron a regressar do exílio e exerceu uma forte pressão política sobre a Saxónia para voltar a colocar o antigo duque no seu posto.
Finalmente, Augusto III, que se encontrava debilitado na altura por razões de saúde, mas também devido à Guerra dos Sete Anos - aceitou o destino do filho e negou-se a apoiá-lo. Sem qualquer apoio, Carlos viu-se obrigado a abdicar em 1763 e regressou à Saxónia. As suas esperanças de recuperar o seu posto desvaneceram-se com a morte do seu pai e, com ele, a perda da coroa da Saxónia pelos príncipes-eleitores da Saxónia. A partir daí, Carlos passou a viver em Dresden e passou a dedicar-se inteiramente à caça.
Morreu em Drescen, aos sessenta-e-dois anos de idade. Foi enterrado no Mosteiro de Marienstern em Mühlberg.

## Casamento secreto e descendência
Carlos casou-se em segredo, em Varsóvia, no dia 21 de Março de 160 com Franciszka Corvin-Krasińska, filha do conde Stanislaus Corvin-Krasiński. Uma vez que Franziska não pertencia a uma família nobre reinante, o casamento foi considerado morganático. Perante a persistência de Carlos e da corte da Saxónia, o sacro-imperador José II concedeu-lhe o título de princesa. O casal teve duas filhas:
1. Maria Teresa da Saxónia  (Nascida e falecida em 1767)
2. Maria Cristina da Saxónia (7 de Dezembro de 1770 - 24 de Novembro de 1851), casada primeiro com Carlos Emanuel de Saboia, Príncipe de Carignano; com descendência. Casada depois com Jules Maximilien Thibaut, Príncipe de Montléart; sem descendência.

Através da sua filha sobrevivente, Carlos é antepassado da família real italiana.

## Genealogia
| Carlos da Saxónia Duque da Curlândia e Semigália | Pai: Augusto III da Polónia  | Avô paterno: Augusto II da Polónia                        | Bisavô paterno: João Jorge III da Saxónia                    |
| Carlos da Saxónia Duque da Curlândia e Semigália | Pai: Augusto III da Polónia  | Avô paterno: Augusto II da Polónia                        | Bisavó paterna: Ana Sofia da Dinamarca                       |
| Carlos da Saxónia Duque da Curlândia e Semigália | Pai: Augusto III da Polónia  | Avó paterna: Cristiana Everadina de Brandemburgo-Bayreuth | Bisavô paterno: Cristiano Ernesto de Brandemburgo-Bayreuth   |
| Carlos da Saxónia Duque da Curlândia e Semigália | Pai: Augusto III da Polónia  | Avó paterna: Cristiana Everadina de Brandemburgo-Bayreuth | Bisavó paterna: Sofia Luísa de Württemberg-Winnental         |
| Carlos da Saxónia Duque da Curlândia e Semigália | Mãe: Maria Josefa da Áustria | Avô materno: José I, Sacro Imperador Romano-Germânico     | Bisavô materno: Leopoldo I, Sacro Imperador Romano-Germânico |
| Carlos da Saxónia Duque da Curlândia e Semigália | Mãe: Maria Josefa da Áustria | Avô materno: José I, Sacro Imperador Romano-Germânico     | Bisavó materna: Leonor Madalena de Neuburgo                  |
| Carlos da Saxónia Duque da Curlândia e Semigália | Mãe: Maria Josefa da Áustria | Avó materna: Guilhermina Amália de Brunsvique-Luneburgo   | Bisavô materno: João Frederico de Brunswick-Lüneburg         |
| Carlos da Saxónia Duque da Curlândia e Semigália | Mãe: Maria Josefa da Áustria | Avó materna: Guilhermina Amália de Brunsvique-Luneburgo   | Bisavó materna: Benedita Henriqueta do Palatinado-Simmern    |